# Зеленська сільська територіальна громада
Зеленська сільська територіальна громада — територіальна громада в Україні, у Верховинському районі Івано-Франківської області. Адміністративний центр — село Зелене.
Утворена 27 лютого 2020 року шляхом об'єднання Бистрецької та Зеленської сільських рад Верховинського району.
19 липня 2020 року, в результаті адміністративно-територіальної реформи та ліквідації Верховинського району, громада увійшла до складу новоутвореного Верховинського району.

## Населені пункти
До складу громади входять 6 сіл:
- Бистрець
- Буркут
- Дземброня
- Зелене
- Топільче
- Явірник